# Léopold-Louis de Palatinat-Veldenz
Léopold-Louis de Palatinat-Veldenz (allemand: Leopold Ludwig von Pfalz Veldenz) (né le 1er février 1625 et décédé le 29 septembre 1694) est comte palatin de Palatinat-Veldenz de 1634 jusqu'en 1694. Avec lui s'éteint la lignée de Veldenz de la maison de Palatinat-Deux-Ponts

## Biographie
Léopold-Louis naît à Lauterecken en 1625, il est le plus jeune fils et le dernier des enfants de Georges-Gustave de Palatinat-Veldenz et de sa seconde épouse Marie Elisabeth de Palatinat-Deux-Ponts, fille du comte palatin Jean Ier de Palatinat-Deux-Ponts.
Après la mort de son père en 1634, il lui succède seul car tous ses frères aînés sont décédés. 
En 1654, après la mort de son oncle Georges-Jean II de Palatinat-Lützelstein, il devient comte de Lützelstein (La Petite-Pierre) et de Guttenberg.
Pendant la guerre de Trente Ans, ses domaines sont ravagés, puis de nouveau dévastés lors de la guerre de Neuf Ans par les troupes suédoises, espagnoles et enfin françaises. 
En 1680, ses possessions alsaciennes (notamment Lützelstein) sont réunies au royaume de France. Il  eut à souffrir de ce qu'il ne voulait pas reconnaître la souveraineté du roi de France.
Léopold-Louis meurt à Strasbourg en 1694 et est inhumé à La Petite-Pierre. Comme il n'a lui-même aucun de ses cinq fils survivant, Veldenz revient en héritage à ses parents de la lignée de Jean-Casimir de Deux-Ponts-Cleebourg à la tête de laquelle se trouve alors le roi de Suède Charles XI. 

## Union et postérité
Léopold-Louis épouse Agathe-Christine de Hanau-Lichtenberg, la plus jeune fille du comte Philippe-Wolfgang de Hanau-Lichtenberg dont :
1. Fille anonyme (1649)
2. Anne-Sophie de Palatinat-Veldenz (20 mai 1650 – 12 juin 1706)
3. Gustave-Philippe de Palatinat-Veldenz (17 juillet 1651 – 24 août 1679)
4. Élisabeth-Jeanne de Veldenz (22 février 1653 – 5 février 1718)
5. Christine (29 mars 1654 – 18 février 1655)
6. Christine-Louise (11 novembre 1655 – 14 avril 1656)
7. Christian-Louis (5 octobre 1656 – 15 avril 1658)
8. Dorothée de Palatinat-Veldenz (16 janvier 1658 – 17 août 1723)
9. Léopold-Louis (14 mars 1659 – 17 mars 1660)
10. Charles-Georges de Palatinat-Veldenz (27 mai 1660 – 3 juillet 1686)
11. Agathe-Éléonore (29 juin 1662 – 1er janvier 1664)
12. Auguste Léopold de Palatinat-Veldenz (22 décembre 1663 – 9 septembre 1689)